# Golden Globe Awards 1945
Die zweite Verleihung der Golden Globe Awards fand Ende Januar 1945 im Beverly Hills Hotel in Beverly Hills, Kalifornien statt.

## Preisträger

### Bester Film
Der Weg zum Glück (Going My Way) – Regie: Leo McCarey

### Bester Regie
Leo McCarey – Der Weg zum Glück (Going My Way)

### Bester Hauptdarsteller
Alexander Knox – Wilson

### Beste Hauptdarstellerin
Ingrid Bergman – Das Haus der Lady Alquist (Gaslight)

### Bester Nebendarsteller
Barry Fitzgerald – Der Weg zum Glück (Going My Way)

### Beste Nebendarstellerin
Agnes Moorehead – Tagebuch einer Frau (Mrs. Pankington)